# 蜂窝状黑粉菌
蜂窝状黑粉菌（学名：Ustilago scrobiculata）是属于黑粉菌目黑粉菌科黑粉菌属的一种真菌，寄生在禾本科植物上。该种分布于中国、丹麦、瑞典、芬兰、俄罗斯、法国等地。